# Мухин, Михаил Юрьевич (лингвист)
Михаи́л Ю́рьевич Му́хин (род. 1973) —  российский лингвист, доктор филологических наук, преподаватель УрФУ (УрГУ). Профессор кафедры современного русского языка ИГНИ УрФУ; заведующий кафедрой фундаментальной и прикладной лингвистики и текстоведения.

## Биография
Михаил Юрьевич Мухин родился в 1973 году. Он окончил филфак УрГУ в 1995 году.
Лингвист, доктор филологических наук, преподаватель УрФУ (УрГУ). Профессор кафедры современного русского языка ИГНИ УрФУ; заведующий кафедрой фундаментальной и прикладной лингвистики и текстоведения.
- 1998 год — защитил кандидатскую диссертацию на тему «Синтагматическое напряжение в романах Владимира Набокова».
- 2011 год — защитил докторскую диссертацию «Лексическая статистика и идиостиль автора: корпусное идеографическое исследование (на материале произведений М. Булгакова, В. Набокова, А. Платонова и М. Шолохова)».
- С 2022 года — заведующий кафедрой фундаментальной и прикладной лингвистики и текстоведения[1].

Прочёл три цикла лекций в Гуандунском университете (с которым УрФУ развивает партнерские отношения по линии гуманитарных факультетов и Института Конфуция). В том числе, занятия были посвящены новым технологиям корпусной лингвистики в анализе фразеологии и дискурса.
Михаил Юрьевич — автор нескольких стихотворных публикаций и ряда книг.

## Научная и общественная деятельность
- Имеет более 70 опубликованных научных работ[каких?].
- Является участником лексикографической группы «Русский глагол» и одним из авторов серии известных идеографических словарей
- М. Ю. Мухин читает лекции по курсу «Современный русский язык. Фонетика» на 1-м курсе департамента филологии, лекции-консультации к ГЭК на дневном и заочном отделениях.
- Он разработал и читает курсы:
  - «Основы прикладной лингвистики»,
  - «Усиление смысла в художественном тексте»,
  - «Компьютерные технологии в филологии»,
  - «Информационные технологии»,
  - «Грамматика идиостиля»,
  - «Тестирование по русскому языку: теория и практика»
  - и др.

## Публикации
- Монография «Лексическая статистика и концептуальная система автора: М. Булгаков, В. Набоков, А. Платонов, М. Шолохов» (Екатеринбург: Изд-во Урал. ун-та, 2010. 232 с.)
- и др.